# Ėduard Latypov
Ėduard Ratmilevič Latypov (in russo Эдуард Ратмилевич Латыпов?; Hrodna, 21 marzo 1994) è un biatleta russo.

## Biografia
Ha esordito in Coppa del Mondo il 6 dicembre 2018 a Pokljuka (99º nell'individuale) ed ha ottenuto il primo podio l'8 febbraio 2019 a Canmore (3º in staffetta). Ha debuttato ai campionati mondiali ad Anterselva 2020 classificandosi 43º nell'individuale. Il 10 gennaio 2021 ad Oberhof ha conquistato in staffetta mista la prima vittoria in Coppa del Mondo e ai seguenti mondiali di Pokljuka 2021 ha vinto la medaglia di bronzo in staffetta e si è piazzato 10º nella sprint, 7º nell'inseguimento, 14º nella partenza in linea, 9º nella staffetta mista e 11º nella staffetta singola mista; il successivo 21 marzo ha inoltre raggiunto il primo podio individuale, 2º nella partenza in linea di Östersund. Ha partecipato per la prima volta ai Giochi olimpici invernali a Pechino 2022, dove ha vinto la medaglia di bronzo nell'inseguimento, nella staffetta e nella staffetta mista e si è posizionato 11º nella sprint, 11º nell'individuale e 19º nella partenza in linea. È inattivo in ambito internazionale da quella stessa stagione 2021-2022 poiché in seguito all'invasione russa dell'Ucraina del 2022 gli atleti russi sono stati esclusi dalle competizioni riconosciute dall'International Biathlon Union.

## Palmarès

### Olimpiadi
- 3 medaglie:
  - 3 bronzi (inseguimento, staffetta, staffetta mista a Pechino 2022)

### Mondiali
- 1 medaglia:
  - 1 bronzo (staffetta[2] a Pokljuka 2021)

### Mondiali juniores
- 4 medaglie:
  - 2 ori (inseguimento, staffetta a Minsk-Raubyči 2015)
  - 2 bronzi (sprint, staffetta a Presque Isle 2014)

### Europei
- 1 medaglia:
  - 1 argento (staffetta mista a Minsk-Raubyči 2020)

### Coppa del Mondo
- Miglior piazzamento in classifica generale: 18º nel 2021
- 10 podi (3 individuali, 7 a squadre), oltre a quello ottenuto in sede iridata e valido anche ai fini della Coppa del Mondo:
  - 1 vittoria (a squadre)
  - 5 secondi posti (3 individuali, 2 a squadre)
  - 4 terzi posti (a squadre)

#### Coppa del Mondo - vittorie
| Data            | Località | Nazione  | Spec.                                                           |
| --------------- | -------- | -------- | --------------------------------------------------------------- |
| 10 gennaio 2021 | Oberhof  | Germania | MX (con Ul'jana Kajševa, Svetlana Mironova e Aleksandr Loginov) |

Legenda:

MX = staffetta mista